# Fly from Here
Fly from Here je dvacáté studiové album anglické art rockové skupiny Yes. Album vyšlo 22. června 2011 v Japonsku a ve Francii. Jedná se celkově o druhé album bez zpěváka Jona Andersona.

## Seznam skladeb
| Pořadí | Název                                             | Délka |
| ------ | ------------------------------------------------- | ----- |
| 1.     | Fly From Here - Overture                          | 1:54  |
| 2.     | Fly From Here - Pt I - We Can Fly                 | 6:01  |
| 3.     | Fly From Here - Pt II - Sad Night At The Airfield | 6:42  |
| 4.     | Fly From Here - Pt III - Madman At The Screens    | 5:17  |
| 5.     | Fly From Here - Pt IV - Bumpy Ride                | 2:15  |
| 6.     | Fly From Here - Pt V - We Can Fly (reprise)       | 1:49  |
| 7.     | The Man You Always Wanted Me To Be                | 5:18  |
| 8.     | Life On A Film Set                                | 5:12  |
| 9.     | Hour Of Need                                      | 3:08  |
| 10.    | Solitaire                                         | 3:30  |
| 11.    | Into The Storm                                    | 6:54  |

## Sestava

### Yes
- Benoît David – zpěv
- Chris Squire – baskytara, doprovodný zpěv, zpěv
- Steve Howe – kytara, doprovodný zpěv
- Alan White – bicí
- Geoff Downes – klávesy

### Hosté
- Oliver Wakeman – klávesy
- Trevor Horn – doprovodný zpěv, klávesy
- Luís Jardim – perkuse
- Gerard Johnson – piáno